# 23752 Jacobshapiro
23752 Jacobshapiro è un asteroide della fascia principale. Scoperto nel 1998, presenta un'orbita caratterizzata da un semiasse maggiore pari a 2,2884401 UA e da un'eccentricità di 0,1628571, inclinata di 1,06931° rispetto all'eclittica.